# Thornburghiella globulipyga
Thornburghiella globulipyga är en tvåvingeart som beskrevs av Jezek 1992. Thornburghiella globulipyga ingår i släktet Thornburghiella och familjen fjärilsmyggor.
Artens utbredningsområde är Uzbekistan. Inga underarter finns listade i Catalogue of Life.